# Consens de Washington
El “Consens de Washington“ fa referència a una sèrie de 10 prescripcions en polítiques econòmiques que pretenien ser un programa adequat per als països en vies de desenvolupament per tal d'impulsar el creixement, inspirades en la ideologia neoliberal de l'Escola d'Economia de Chicago, establertes als anys 90 per institucions financeres internacionals que tenien la seu a Washington DC i basades en institucions tals com el Fons Monetari Internacional (FMI), el Banc Mundial i el Departament del Tresor dels Estats Units. El terme va ser utilitzat per primera vegada el 1989 per l'economista anglès John Williamson.
El Consens de Washington ha estat durant molt de temps polèmic. En part, això reflecteix una manca d'acord sobre el que s'entén pel terme, en el contrast entre unes definicions més àmplies i d'altres més estretes. Però també hi ha diferències substantives en les valoració de les conseqüències de les diverses prescripcions polítiques que s'han dut a terme. Alguns crítics estan en desacord, per exemple, amb l'èmfasi del Consens original en l'obertura dels països als mercats mundials en desenvolupament, i/o amb el que veuen com un èmfasi excessiu en l'enfortiment de la influència de les forces del mercat, possiblement a costa de les funcions clau de l'estat. Per a altres comentaristes la qüestió és més el que falta, incloent àrees com ara la creació d'institucions i esforços dirigits a millorar les oportunitats per als més febles de la societat.

## Els 10 punts
El document fonamental relacionat amb aquests acords va ser "What Washington Means by Policy Reform" que es pot traduir per “Allò que des de Washington s'entén com a recomanacions de reforma” de John Williamson (novembre de 1989). Aquest economista feia les següents proposicions:
- 1. Una estricta disciplina pressupostària (evitant qualsevol dèficit en la despesa pública).
- 2. Reorientació de la despesa pública de subsidis evitant que sigui indiscriminada (i dirigir-la cap a serveis pro-creixement, educació primària i atenció primària de salut per als més pobres i a la inversió en infraestructures).
- 3. Reforma impositiva (amb una base imposable àmplia).
- 4. Liberalització financera (especialment de les taxes d'interès).
- 5. Un tipus de canvi de moneda únic i competitiu.
- 6. Liberalització del comerç internacional (eliminant barreres duaneres).
- 7. Eliminació dels obstacles a les inversions estrangeres directes.
- 8. Privatització d'empreses públiques (monopolis, etc.).
- 9. Desregulació dels mercats. L'Estat s'ha d'abstenir d'intervenir-hi.
- 10.Protecció de la propietat privada (inclosa també la propietat intel·lectual).

## Crítiques
La major crítica s'ha centrat en la liberalització del comerç i l'eliminació dels subsidis, i la crítica ha estat particularment important en el sector de l'agricultura. Als països amb importants recursos naturals, però, la crítica ha tendit a centrar-se en la privatització de les indústries que exploten aquests recursos.
A partir del 2010, diversos països d'Amèrica Llatina van ser dirigits pels governs socialistes d'esquerra o d'un altre tipus, alguns dels quals, incloent Argentina i Veneçuela, van fer campanyes per polítiques contràries (i en certa manera adoptades) a les polítiques del Consens de Washington. Altres països d'Amèrica Llatina amb governs d'esquerra, entre ells Brasil, Xile i el Perú, en la pràctica adoptaren la major part de les polítiques incloses a la llista de Williamson, tot i que van criticar el fonamentalisme de mercat amb què sovint s'associen. També crítics amb les polítiques, actualment promogudes per l'FMI, han estat alguns economistes nord-americans, com Joseph Stiglitz i Dani Rodrik, que han desafiat aquestes polítiques (que a vegades ells descriuen com les polítiques dels 'fonamentalistes' de l'FMI i del Tresor dels Estats Units) de 'talla única per a tothom' a aplicar en economies individuals molt diverses. D'acord amb Stiglitz el tractament suggerit per l'FMI és massa simple: una dosi, amb una ràpida estabilització, liberalització i privatització, sense prioritzar o veient els efectes secundaris.